# Clase de Botkin
La Clase de Botkin es un grupo de pequeñas ánforas de cuello griegas de un tipo especial con hombro ancho. La clase fue denominada así por John Beazley en honor al anterior propietario del vaso, hoy en San Petersburgo, el pintor y coleccionista de arte Michail Pawlowitsch Botkin.
Los siguientes vasos pertenecen a esta clase:
1. Bruselas, Museos Reales de Arte e Historia A 714
2. Milán, Museo Cívico Arqueológico 4636 (fragmento)
3. Boston, Museo de Bellas Artes 98.923
4. San Petersburgo, Museo del Hermitage 4464 (antigua colección Botkin 1059)
5. NuevaYork, Museo Metropolitano de Arte 64.11.13
6. Berlín, Antikensammlung F 1713
7. Berlín, Antikensammlung F 1714
8. Comercio con objetos de arte
9. Nueva York, colección privada

Los primeros cinco de ellos fueron asignados por Beazley al Pintor de Frino, los otros cuatro vasos son de otro pintor, que según Heide Mommsen podría ser también la obra tardía más fugaz del Pintor de Frino. La clase de Botkin ha sido incluida por Beazley entre los jarrones de los Pequeños maestros. Mommsen pudo demostrar que las ánforas de cuello de la clase de Botkin dependían de las ánforas de cuello del Grupo E y fueron utilizadas por Amasis como modelo para sus ánforas de cuello.